# Flota del Norte
La Flota del Norte (en ruso: Северный флот, Séverny flot) es la base principal de la Armada de Rusia. Defiende el territorio del círculo ártico. Se constituyó en 1933 y sirvió de apoyo para recibir suministros de guerra a través de los puertos de Múrmansk y de Arcángel en la Segunda Guerra Mundial. Es el único puerto que no se congela durante el invierno. Sus cuarteles generales están en Múrmansk y los puestos y mandos administrativos en Severomorsk. Durante la época de la Unión Soviética albergaba cerca de 200 submarinos nucleares entre lanzamisiles y de ataque.
Las cercanías de esta base fueron el escenario del accidente del submarino Kursk de la clase Oscar durante las maniobras de la Flota. La flota volvió a realizar maniobras de gran envergadura en el Mar de Barents en enero de 2004 en las cuales participaron 13 barcos y 7 submarinos, participaron los 2 mayores barcos de la Marina el Almirante Kuznetsov y el Pedro el Grande pero otro ejercicio de lanzamiento de 2 misiles intercontinentales desde submarinos Delta IV, el presidente Putin estaba a bordo de un clase Typhoon.
El barco insignia de esta flota es el Crucero nuclear Pedro el Grande llamado en honor a Pedro I de Rusia. La Flota del Norte es más conocida por su elevado número de submarinos nucleares en la zona, cerca de dos tercios de la fuerza nuclear submarino de Rusia está en ese lugar.

## Historia
La Flota del Norte Bandera Roja fue creada en mayo de 1937 como parte de la Marina Soviética con el propósito de defender el territorio soviético más allá del círculo polar ártico y tener acceso libre al Océano Atlántico sin posibles interferencias de otros países, a diferencia de los puertos del Mar Báltico o del Mar Negro. Inicialmente la Flota del Norte tenía la base en Poliarni, y después de la Segunda Guerra Mundial se trasladó a Severomorsk.

### Gestación
Durante la Primera Guerra Mundial, Rusia tuvo que enfrentarse al problema de proteger de la Kaiserliche Marine y sus submarinos las rutas de transporte del mar de Barents transitadas por los barcos rusos y británicos. Así, el 19 de junio de 1916, se creó la Flotilla del Océano Ártico (Флотилия Северного Ледовитого океана, o Flotiliia Severnogo Ledovitogo Okeano). Tras la Revolución de octubre de 1917, los Soviets unieron la flotilla del mar Blanco (Беломорская флотилия, o Belomorskaia flotiliia) en Arcángel en marzo de 1920, que posteriormente sería llamada Fuerzas Navales del Mar del Norte (disuelto en enero de 1923).
Para formar la Flota del Norte, los soviets trasladaron varios barcos de la Flota del Báltico a la del Norte. Entre este había dos destructores, un par de lanchas patrulleras (Smertx y Uragan) y dos submarinos clase-D (Dekabrist (D-1) y Narodovoliets (D-2)). abandonaron Kronstadt el 18 de mayo de 1933 y llegaron a Murmansk el 5 de agosto, formando la Flotilla del Norte (comandada por Zakhar Zakupnev, sustituido por Konstantin Duixenov en marzo de 1935).
La segunda partida de barcos (un destructor, una patrullera, un submarino y dos minadores) llegaron al puerto de Soroka (en el mar Blanco) en septiembre de 1933. La ciudad portuaria de Poliarni se convirtió en la principal base de la flotilla en 1935. En septiembre de 1935 llegaron varios MBR-2.

### Creación
El 11 de mayo de 1937, la Flotilla del Norte pasó a llamarse Flota del Norte. En ese momento, los soviéticos también organizaron la artillería costera y antiaérea, construyeron nuevos campos de aviación y recibieron nuevos barcos.
Durante la Guerra de Invierno, los barcos de la Flota del Norte bloquearon el puerto finés de Petsamo. En junio de 1941, la Flota del Norte disponía de 8 destructores, 15 submarinos, 2 torpederas, 7 patrulleras, 2 minadores y 116 aviones. En agosto de 1940, los soviéticos crearon la Base Militar del Mar Blanco, con el propósito de defender la costa, los puertos, bases y otras instalaciones, con lo que posteriormente sería llamado Flotilla del Mar Blanco —mandada por contralmirante M. Dolina (desde agosto de 1941), vicealmirante G. Stepanov (desde octubre), y posteriormente, el contraalmirante Stepan Kutxerov y el vicealmirante Yuri Panteleiev—.

### La Flota del Norte durante la Segunda Guerra Mundial
Durante la Gran Guerra Patriótica, la Flota del Norte, al mando del Almirante Arseni Golovkó, defendió las líneas costeras de las Penínsulas de Ribachi y Sredni, aseguró las rutas de transporte internas y exteriores, apoyó el flanco marítimo del Frente de Carelia, desplegó infantes de marina, participó en la operación Petsamo-Kirkenes en 1944, y más de 10 000 hombres del personal de la Flota participaron en la guerra terrestre. Entre las unidades aéreas de la Flota del Norte estaba el 121.er Regimiento de Cazas.
El submarino soviético K-21, bajo el mando del capitán Nikolai Lunina, atacó el acorazado Tirpitz de la Kriegsmarine a 71°22'2" N, 24°34′3″ E. Los resultados de este ataque son discutibles, y no existe ninguna fuente alemana que confirmen daños en el Tirpitz o en cualquier otro barco, pero en la bitácora del K-21 se menciona que se dispararon dos torpedos.
Durante la guerra, la Flota del Norte fue reforzada con aviación naval y buques provenientes del océano Pacífico y del mar Caspio. Además, Gran Bretaña dejó temporalmente varios buques a la Unión Soviética a cambio de los barcos italianos, capturados durante la guerra y destinados a ser repartidos entre los Aliados. Durante la guerra, la Flota del Norte aseguró el tránsito de 1.463 barcos en convoyes y de 2.568 barcos en convoyes internos. Sus submarinos, lanchas torpederas y aviones hundieron 192 barcos de transporte y 70 barcos militares enemigos. Además, la Flota del Norte causó daños en 118 barcos de transporte, militares o auxiliares.

#### Condecoraciones
- Dos regimientos de Tropas Paracaidistas, un escuadrón de cazadores submarinos, 8 submarinos y el destructor Gremiastxi fueron promovidos al rango de Guardias Soviéticas por sus éxitos en operaciones militares
- Varias formaciones, unidades y buques fueron condecorados con órdenes
- 85 marineros de la Flota del Norte recibieron el título de Héroe de la Unión Soviética, 3 de los cuales en dos ocasiones
- Más de 48.000 miembros de la Flota del Norte recibieron órdenes y medallas

### Después de la Segunda Guerra Mundial. Guerra Fría

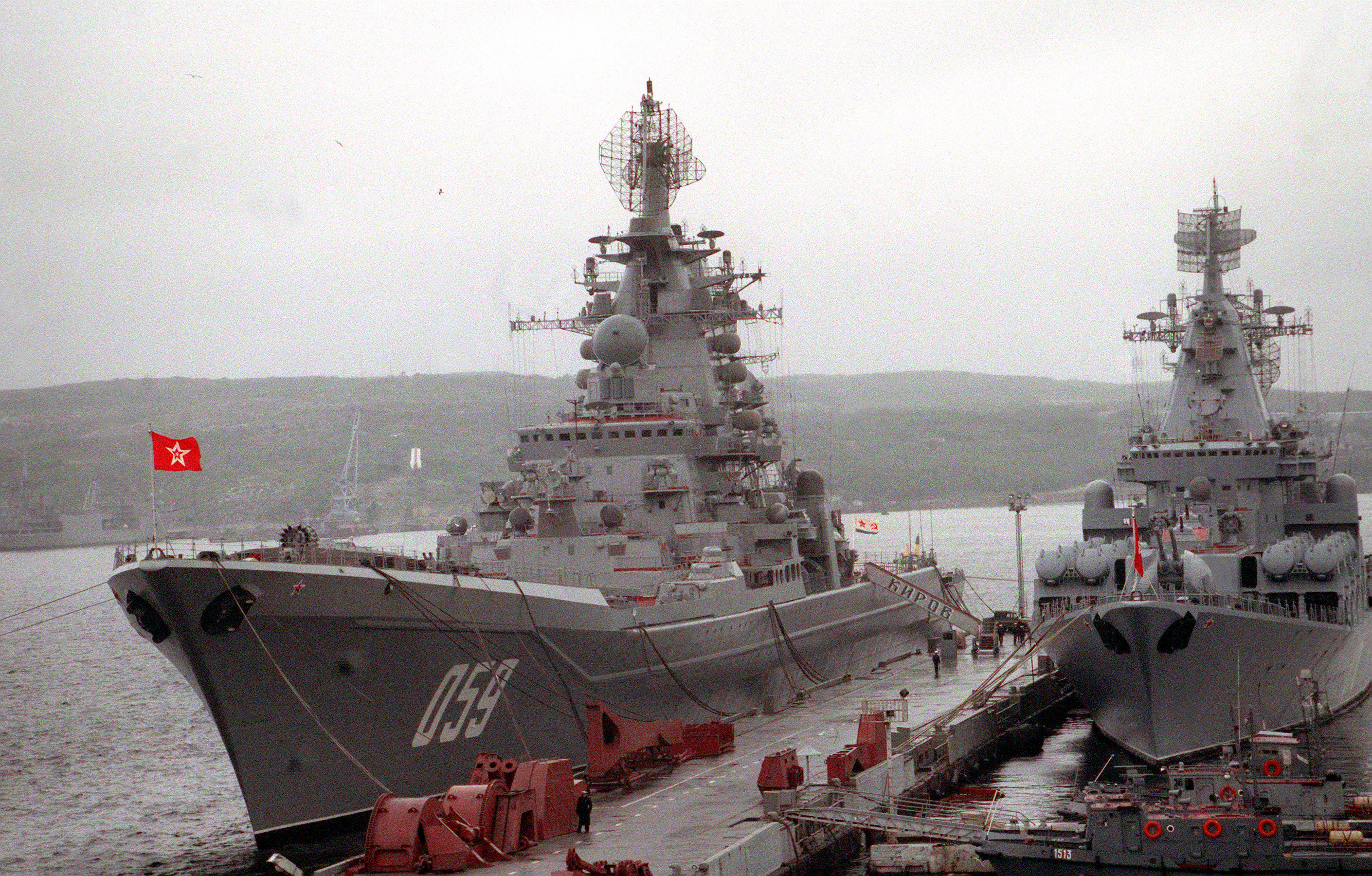
Crucero «Almirante Ushakov» (ex «Kirov») en la base de Severomorsk en 1992.

Durante el período inmediato posterior a la guerra, la Flota del Norte fue considerada secundaria respecto a las flotas del Báltico y del mar Negro, pero debido a su acceso más directo a mar abierto, recibió la responsabilidad sobre el océano Atlántico.
En septiembre de 1955, los soviéticos fueron los primeros en todo el mundo en lanzar un misil balístico desde un submarino. El primer submarino soviético "Б-67" (B-67), con misiles balísticos a bordo se convirtió en parte de la Flota del Norte en junio de 1956. El submarino era de clase Zulú. El 1 de julio de 1958, izaron el gallardete de la Marina Soviética en el primer submarino nuclear soviético, el K-3.
El 17 de julio de 1962, después de navegar bajo el hielo ártico, el submarino nuclear Leninski Komsomol emergió en la región del Polo Norte por primera vez, izando la bandera soviética y la bandera de la Marina Soviética (véase USS Nautilus). Los submarinos rusos han visitado la región del Polo Norte en más de 300 ocasiones desde entonces.
En septiembre de 1963, dos submarinos nucleares de la Flota del Norte navegaron bajo la banquisa ártica y se reunieron con la Flota del Pacífico por primera vez en la historia. Durante los años posteriores, más de 25 submarinos realizaron el mismo viaje.
El 7 de mayo de 1965, la Flota del Norte fue condecorada con la orden de la Bandera Roja.
En 1966, una unidad de submarinos realizó una travesía en grupo alrededor del mundo, cubriendo 25.000 millas náuticas sin emerger.
En 1986, la Flota del Norte disponía de casi la mitad de los submarinos soviéticos. Durante la década de 1980, la estrategia naval soviética cambió hacia la defensa de los bastiones, reforzando los accesos meridionales al mar de Barents por este propósito.
Entre 1968 y hasta el 30 de noviembre de 2005, el 7 º Escuadrón Operativo fue la principal fuerza operativa de la flota atlántica.
El 20 de agosto de 1976 se inauguró el Museo de las Fuerzas Aéreas de la Flota del Norte, en Safonovo, al óblast de Múrmansk.
Desde la década de 1970, los portaaviones comenzaron a entrar en servicio en la flota. En 1977 entró en servicio el portaaviones Kiev, y en 1987 el Almirante Gorxkov. Durante la década de 1980 también entraron en servicio los cruceros nucleares lanzamisiles clase Kírov, el Kírov y el Kalinin.

### Era postsoviética. Flota Rusa
El submarino clase Oscar K-141 Kursk se hundió como consecuencia de un accidente de torpedos durante unos ejercicios de la Flota en el 2000. El submarino tenía el fondeadero en la bahía de Ara. La Flota del Norte realizó otra serie de maniobras en enero de 2004 en la que participaron 13 barcos y 7 submarinos en el mar de Barents. La participación del Almirante Kuznetsov y el Piotr Veliki quedó oscurecida por el fracaso en el lanzamiento de dos misiles balísticos, lo más vergonzoso debido a que el presidente Vladímir Putin estaba a bordo del submarino Arcángel para observar las pruebas. Ni el Novomoskovsk ni Carelia pudieron lanzar con éxito los SLBM RSM-54.
El buque insignia de la Flota del Norte, el crucero pesado nuclear con misiles guiados Piotr Veliki fue bautizado en honor del zar Pedro I el Grande. La Flota del Norte es principalmente conocida por sus barcos nucleares. De hecho, casi dos tercios de toda la marina nuclear rusa está estacionada allí.

## Bases navales
Aparte de las bases de Severomorsk, hay otras 6 bases navales y varios astilleros y lugares de resguardo de combustible nuclear usado, según la fundación noruega Bellona. 

Mapa con los emplazamientos de las bases de la Flota del Norte, incluidos astilleros y depósitos de material radiactivo.

### Bases
- Severomorsk (Северомо́рск)
- Bahía Olenya (Оле́нья Губа)
- Skalisti
- Bahía Ura
- Bahía Ara
- Bolshaya Lopatka (Litsa Guba)
- Gadzhievo (también resguardo de combustible nuclear)

### Astilleros
- Roslyakovo (Росляко́во)
- Polyarny (Поля́рный)
- Nerpa
- Málaya Lopatka

## Comandantes
| Nombre                                                              | Periodo de mando                                                                                 |
| ------------------------------------------------------------------- | ------------------------------------------------------------------------------------------------ |
| Zajar Aleksandròvich Zakupnev (Oficial de Bandera de Primer Rango)  | 29 de mayo de 1933 - 13 de marzo de 1935 Flotilla del Norte                                      |
| Konstantín Ivánovich Duishenov (Oficial de Bandera de Primer Rango) | 13 de marzo de 1935 - 11 de mayo de 1937 Flota del Norte 11 de mayo de 1937 - 28 de mayo de 1938 |
| Valentín Petròvich Drozd (Vicealmirante)                            | 28 de mayo de 1938 - 26 de julio de 1940                                                         |
| Arseni Grigórievich Golovko (Almirante)                             | 26 de julio de 1940 - 4 de agosto de 1946                                                        |
| Vasili Ivánovich Platonov (Almirante)                               | 4 de agosto de 1946 - 23 d'abril de 1952                                                         |
| Andréi Trofimovich Chabanenko (Almirante)                           | 23 de abril de 1952 - 28 de febrero de 1962                                                      |
| Vladímir Afanásievitx Kasatonov (Almirante)                         | 28 de febrero de 1962 - 2 de junio de 1964                                                       |
| Semión Mijaílovich Lobov (Almirante de Flota)                       | 2 de junio de 1964 - 3 de mayo de 1972                                                           |
| Gueorgui Mijaílovich Yegorov (Almirante de Flota)                   | 3 de mayo de 1972 - 1 de julio de 1977                                                           |
| Vladímir Nikoláyevich Chernavin (Almirante de Flota)                | 1 de julio de 1977 - 16 de diciembre de 1981                                                     |
| Arkadi Petróvich Mijaílovski (Almirante)                            | 16 de diciembre de 1981 - 25 de febrero de 1985                                                  |
| Iván Matvéyevich Kapitanets (Almirante)                             | 25 de febrero de 1985 - 19 de marzo de 1988                                                      |
| Féliks Nikoláyevich Gromov (Almirante)                              | 19 de marzo de 1988 - 14 de marzo de 1992                                                        |
| Óleg Aleksandròvich Yerofeyev (Almirante)                           | 14 de marzo de 1992 - 29 de enero de 1999                                                        |
| Viacheslav Alekséyevich Popov (Almirante)                           | 29 de enero de 1999 - 15 de diciembre de 2001                                                    |
| Guennadi Aleksandróvich Suchkov (Almirante)                         | 16 de diciembre de 2001 - 29 de mayo de 2004                                                     |
| Mijaíl Leopoldovich Abramov (Almirante)                             | 29 de mayo de 2004 - 26 de septiembre de 2005                                                    |
| Vladímir Serguéyevich Visotski (Almirante)                          | 26 de septiembre de 2005 - 11 de septiembre de 2007                                              |
| Nikolái Mijaílovich Maksímov (Vicealmirante)                        | 11 de septiembre de 2007 - 2011                                                                  |
|                                                                     | 2011 - 2011                                                                                      |
|                                                                     | 2011 - 2015                                                                                      |
|                                                                     | 2015 -2019                                                                                       |
|                                                                     | Desde 2019                                                                                       |